# FLP Be 4/8-40
De Be 4/8 is een elektrisch treinstel bestemd voor het regionaal personenvervoer van de Ferrovia Lugano–Ponte Tresa (FLP).

## Geschiedenis
Het treinstel werd door Schweizerische Industrie-Gesellschaft (SIG) / Brown, Boveri & Cie (BBC) ontworpen en gebouw voor de volgende spoorwegondernemingen Solothurn-Zollikofen-Bern-Bahn (SZB), Vereinigte Bern-Worb Bahnen (VBW)), Lugano–Ponte Tresa-Bahn (FLP) en Ferrovie autolinee regionali ticinesi (FART).
De treinen zijn van de Ferrovie autolinee regionali ticinesi (FART) overgenomen.

## Constructie en techniek
Deze trein is opgebouwd uit een stalen frame. De trein is opgebouwd uit een motorwagen en stuurstandrijtuig. Deze treinstellen kunnen tot drie stuks gecombineerd rijden.
De treinen van de Ferrovie autolinee regionali ticinesi (FART) hadden vanwege krappe bochten in het traject kortere bakken en slechts een balkon per rijtuig.

## Treindiensten
De treinen worden door de Ferrovia Lugano–Ponte Tresa (FLP) ingezet op het traject:
- Spoorlijn Lugano - Ponte-Tresa